# 伊曼妮-拉拉·蘭斯科特

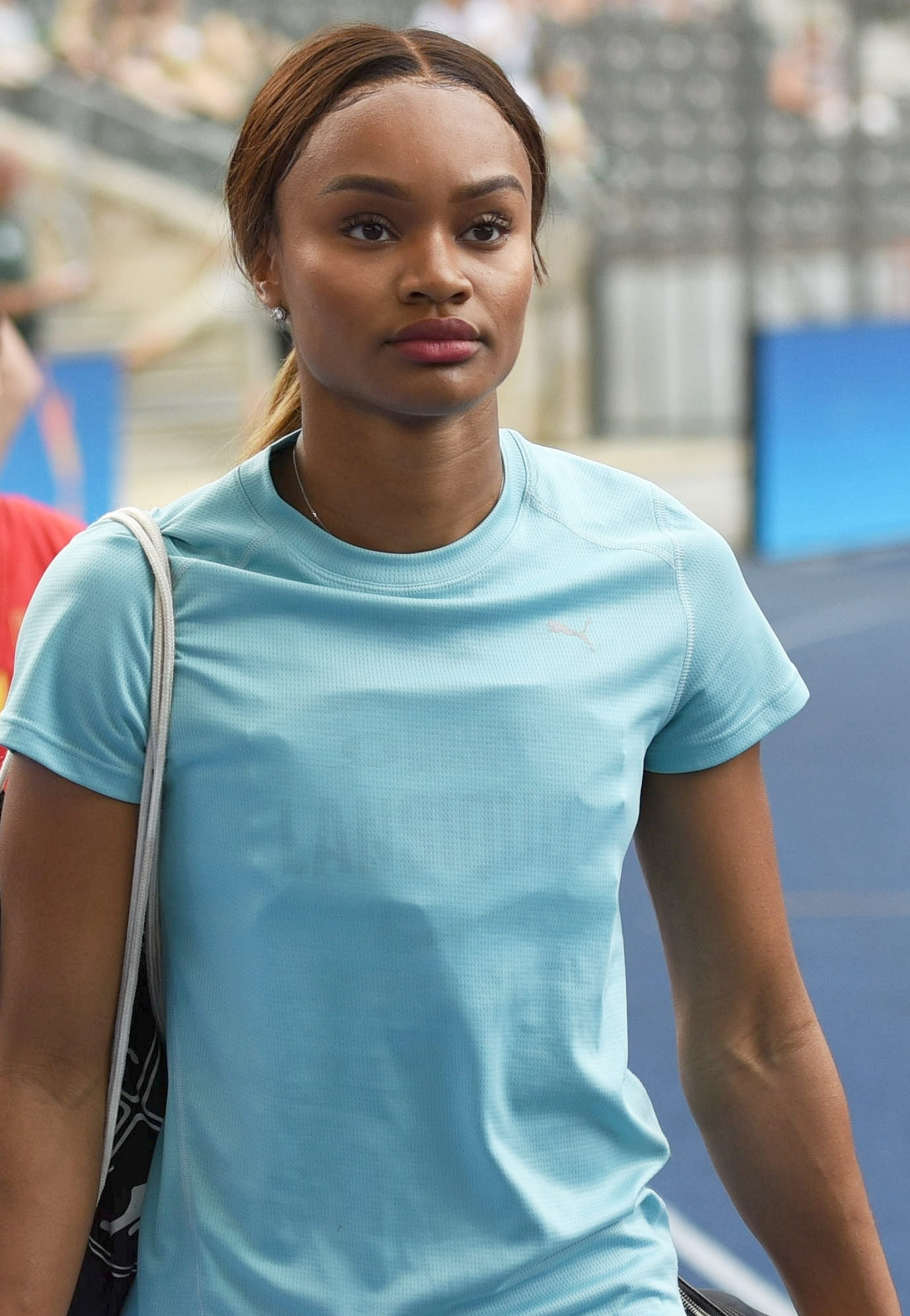
伊曼妮-拉拉·蘭斯科特

伊曼妮-拉拉·蘭斯科特（英語：Imani-Lara Lansiquot，1997年12月17日—），英國田徑運動員，她代表英國隊參加了日本舉行的2020年夏季奧林匹克運動會，並且在女子4×100米接力比賽上獲得銅牌。